# تراویس فیمل
تراویس فیمل (به انگلیسی: Travis Fimmel) (زادهٔ ۱۵ ژوئیهٔ ۱۹۷۹) هنرپیشه و مدل پیشین استرالیایی است. او را بیشتر به عنوان مدل سابق کلوین کلاین و برای ایفای نقش راگنار لودبروک در مجموعهٔ تلویزیونی وایکینگ‌ها که از شبکهٔ هیستوری پخش می‌شود، می‌شناسند. شخصیت راگنار لودبروک با هنرپیشگی تراویس فیمل در مجموعه وایکینگ‌ها تبدیل به یکی از به‌یادماندنی‌ترین شخصیت‌ها در تاریخ شبکه هیستوری آمریکا شد. هنرپیشگی فیمل در مجموعه وایکینگ‌ها تا حدی درخشان بود که شخصیت راگنار لودبروک را برای شبکه هیستوری به یک نماد تبدیل کرد. بازی او باعث شد مجموعه وایکینگ‌ها در جایگاه خاصی میان بینندگانِ سریال‌ها و مجموعه‌های تلویزیونی جهان قرار گیرد. همچنین وی نقش اصلی فیلم حماسی فانتزی وارکرفت بود که در سال ۲۰۱۶ اکران شد و به موفقیت چشمگیری دست پیدا کرد و توانست ۴۳۹ میلیون دلار بفروشد.
تراویس فیمل بیست و دومین بازیگر شخصیتِ داستانی تارزان در سینما و تلویزیون است و در سال ۲۰۰۳ میلادی در مجموعهٔ تلویزیونی تارزان در این نقش ظاهر شد.

## اوایل زندگی
فیمل در نزدیکی اکوکا، ویکتوریا زاده شد. وی در یک مزرعهٔ ۵۵۰۰ هکتاری در لاکینگتون رشد یافت. او کوچک‌ترین پسر خانواده بعد از دو برادر خود است. مادر او، جنی فیمل، افسر تفریحی معلولین و پدر او، کریس فیمل، دامدار است. فیمل در دوران نوجوانی با امید به فوتبالیست حرفه‌ای شدن به ملبورن رفت تا در باشگاه فوتبال کیلدا در لیگ فوتبال استرالیایی بازی کند، اما طی حادثه‌ای قبل از شروع فصل، پای وی آسیب می‌بیند و از فوتبال کناره‌گیری می‌کند. بعدها او برای معماری و مهندسی تجاری در مؤسسه سلطنتی فناوری ملبورن پذیرفته شد اما وی ترجیح داد به خارج از کشور سفر کند.
بعد از دوران دبیرستان برای تحصیلات عالی به دانشگاه ملبورن رفت، اما این مدت زمان زیادی به طول نینجامید، او به لندن سفر کرد، در لندن با دیوید سلتزر ملاقات کرد، دیوید به تراویس فیمل پیشنهاد سفر به آمریکا و بازیگری را داد. خیلی سریع هر دو آن‌ها به لس‌آنجلس رفتند و تراویس به مطالعهٔ هنر مشغول شد. دیوید سلتزر در زمان آموزش به علاوهٔ تراویس فیمل، کسان دیگری مانند جیک جیلنهال، اوا مندس، هلی بری، برد پیت و شارلیز ترون را نیز زیر نظر داشت.

## حرفه

### مدلینگ
کار مدلینگ تراویس با آشنا شدن وی با متیو آندرسون، استعداد یاب آژانس مدل‌های چادویک آغاز شد. در سال ۲۰۰۲ به خارج از کشور رفت و در آمریکا با شرکت ال. اِی مدلز قرارداد امضا کرد. وی سپس به اولین مرد جهان تبدیل شد که معامله شش رقمی را برای مدل‌سازی منحصراً برای کلوین کلاین به مدت یک سال فراهم کرد و آخرین کسی که شخصاً توسط طراح ناشناس این برند منعقد شد. او ابتدا مدل ادکلن‌های مردانهٔ این کمپانی بود و بعد تبدیل به مدل لباس‌های زیر شد.
عکس‌های او در بیلبوردهای خیابان‌های لندن گذاشته شد که همین باعث انتشار گزارش‌هایی شد که در آن گفته شده بود عکس‌های فیمل باعث ایجاد تصادف‌هایی برای برخی از راننده‌های زن شده‌است. البته این ممکن است فقط یک شایعهٔ پخش شده در اینترنت باشد.
در سال ۲۰۰۲ عکس او در مجلهٔ پیپل به عنوان سکسی‌ترین مرد مجرد دنیا چاپ شد و در آن زمان به عنوان «مورد تقاضاترین مدل مرد جهان» شناخته می‌شد؛ حتی توسط بسیاری از روزنامه‌نگارها گفته شد که فیمل، برای بسیاری یادآور جری اسمیث جرود در سریال سکس اند سیتی است.
عکسهای فیمل در مجله‌های زیادی چاپ شد؛ مانند مجلهٔ فرانسوی نومرو هوم و راهنمای تلویزیون آمریکا. او همچنین در برنامه‌ها و شوهای محبوب زیادی شرکت کرد؛ ازجمله جیمی کیمل لایو! در سال ۲۰۰۳، شوی شارون اوسبورن، شوی زندگی با کلی و رایان، شوی زندهٔ شبکهٔ ام‌تی‌وی و غیره. همچنین فیمل در موزیک ویدیوهای «Someone to call my lover» از جنت جکسون و موزیک ویدیوی من واقعی هستم از جنیفر لوپز نقش آفرینی کرده‌است.
در آخر، فیمل ترجیح داد تا به عنوان بازیگر شناخته شود تا یک مدل. او دعوت شبکهٔ استرالیایی سون نتورک را رد کرد تا به عنوان داور مهمان در سری برنامه من را یک سوپرمدل کن حضور یابد.

### بازیگری
فیمل، حرفهٔ هنرپیشگی را زیر نظر مربی بازیگری هالیوود، ایوانا چوبوک آموخت. بالاخره، او توانست در مجموعه تلویزیونی تارزان در سال ۲۰۰۳ محصول وارنر برادرز، در نقش تارزان ظاهر شود. علاوه بر این، در سال ۲۰۰۵ در فیلم راکی پوینت همراه با لورن هالی، سال ۲۰۰۶ در فیلم آرامش جنوب با مادلین استو و سال ۲۰۱۱ در فیلم دره بزرگ با ریچارد درایفس و جسیکا لنگ همکاری کرد.
فیمل طیف متنوعی از شخصیت‌ها را در صفحه نمایش‌های کوچک و بزرگ بازی کرده‌است. او در سال ۲۰۰۸ در فیلم خویشتنداری در نقش یک قاتل، و سپس در فیلم پیمایشگر، شخص نقش یک پسر در مهمانی را در کنار متیو مک‌کانهی و وودی هرلسون بازی کرد. درسال ۲۰۱۰ او در نقش یک گاوچران دلسوز را در فیلم کشور پاک ۲: هدیه و در فیلم ترسناک سوزن، در نقش یک عکاس پزشکی قانونی با بازی بن مندلسون ظاهر شد. سپس او در فیلم عاج در نقشِ یک پیانیست بااستعداد ظاهر شد که این فیلم در جشنواره بین‌المللی فیلم مونترآل و جشنواره بین‌المللی فیلم استراسبورگ به نمایش درآمد. همچنین، در همان سال او نقشِ هلوِگ، یک نگهبان زندان در فیلم آزمایش را داشت که ابتدا این نقش به الایجا وود پیشنهاد شده بود، اما این پیشنهاد توسط وی رد شد و این نقش به فیمل رسید. این فیلم، بر اساس واقعیت ساخته شد و در حقیقت روایتِ یک آزمایش در دانشگاه استنفورد است که از کنترل خارج می‌شود.
فیمل در سال ۲۰۰۹ در سریال هیولا در کنارِ پاتریک سوویزی نقشِ یک مأمور مخفی به نام الیس داو را بازی کرد. تولید این سریال پس از سیزده قسمت به دلیل مرگِ سوویزی بر اثر سرطان لوزالمعده متوقف شد.
وی سپس نقش مِیسون بویل را در دو قسمت از سریال اکشن و ماجراجویی تعقیب (فصل ۱، قسمت‌های ۱ و ۸)، تهیه شده توسط جری بروکهایمر، برنده جایزه امی، بازی کرد. همچنین، در سال ۲۰۱۱ در فیلم کشور یاغی در نقشِ دوستِ شخصیت اصلی با بازی لوک گریمز ظاهر شد.
در ۲۰۱۲، او در فیلم کمدی-اکشن قانون‌شکنان بیتاون با بیلی باب تورنتون و اوا لونگوریا همبازی شد. او نقشِ مک کویین اودی روبازی کرد. در همان سال در فیلم هارودیم در نقشِ یک افسر سابق ظاهر شد.
فیمل در سال ۲۰۱۳، شروع به بازی در سریال وایکینگ‌ها برای چهار فصل کرد. او در این سریال با الکساندر لودویگ، کاترین وینیک، گابریل بیرن و لاینس روچ همبازی شد. او نقش راگنار لودبروک، پادشاه افسانه‌ای وایکینگ‌ها را داشت. روزنامهٔ یواس‌ای تودی فیمل را در این سریال «جذاب» توصیف کرد. او همچنین در سال ۲۰۱۶ در نقش آندوین لوتار در فیلم وارکرافت که اقتباسی از بازی ویدیویی وارکرفت بود ظاهر شد. در فیلم کمدی-رمانتیک طرح مگی در کنار ایثن هاک و جولیان مور در نقش یک هیپستر دمدمی مزاج و در فیلم به پیت تکیه کن در کنار چارلی پلامر در نقش یک پدر دوست داشتنی اما غیرمسئول بازی کرد.
در ۲۰۱۷ فیمل به عنوان بازیگر در جشنوارهٔ GQ مردان استرالیا جایزه گرفت. او با سبک خودپسندیِ خاص خودش، خطاب به حضار گفت: "من مطمئن نیستم که چگونه این را بدست آوردم اما تقاضای بازشماری ندارم!"
در سال ۲۰۱۸ نام فیمل در نقش سرگرد هری اسمیث در فیلم خطر نزدیک است: نبرد لانگ تن اعلام شد. در این فیلم، سرگرد هری اسمیث فرماندهی سربازانی را در درگیری با ویت‌کنگ در نبرد لانگ تن طی جنگ ویتنام برعهده داشت.
وی سپس در فیلم سرزمین رؤیایی در کنار مارگو رابی و فین کول نقش آفرینی کرد. داستان در ۱۹۳۰ اتفاق می‌افتد و پسری به نام یوجین با ورود زنی به نام خانم ولز به دهکده، زندگی‌اش دچار تغییر و تحول اساسی می‌شود.
فیلم بعدی فیمل، El Tonto نام دارد که تاکنون اطلاعات دقیقی از نقشِ او منتشر نشده‌است. در سال ۲۰۲۰ او در سریال بزرگ شده توسط گرگ‌ها که توسط ریدلی اسکات ساخته شده‌است، بازی کرد. این سریال برای فصل دوم تمدید شده‌است.
در ۲۰۲۱ پس از بازی فیمل در فیلم مردن در تیراندازی، فوربز در تحلیل نقش او بیان کرد که "فیمل هر صحنه ای را که در آن حضور دارد می دزدد و جذاب ترین و از نظر اخلاقی درهم پیچیده ترین قوس [شخصیت] را از هر کسی در کل داستان دارد." در همان سال، فیمل نقش دیگری را در فیلم نئو-نوآر منطقه ۴۱۴ ایفا کرد. او در این فیلم با گای پیرس همبازی بود.
در ۲۰۲۲ فیمل در درام مستقل دیلیا رفته با همبازی مریسا تومی ظاهر شد که بر اساس داستانی کوتاه در مورد یک مرد سیاهپوست با معلولیت ذهنی است که متهم به قتل خواهرش است و برای پاک کردن نام خود و کشف اینکه چه کسی مسئول است، سفری را آغاز می کند. همچنین، او در همان سال در فیلم یک طرفه در نقش مسافری مرموز را جلوی دوربین رفت که با یک جنایتکار مادام العمر با بازی کولسن بیکر، آشنا می شود که از بزرگترین رئیس اوباش در شهر دزدی کرده و برای فرار سوار اتوبوس می شود.

## زندگی شخصی
تراویس فیملِ چشم آبی که به خاطر ظاهر خوبش شناخته شده است، ترجیح می دهد پابرهنه باشد و در اکثر مصاحبه های تبلیغاتی برای کارهایش بدین گونه ظاهر می شود. او همچنین ابراز تمایل کرده است که پس از پایان کار هالیوود به زندگی مزرعه در استرالیا بازگردد.
فعالیت‌هایی که فیمل برای تفریح انجام می‌دهد شامل فوتبال استرالیایی، ماهیگیری، کمپینگ، رفتن به ساحل، موج سواری، موتورسواری و اسب سواری می‌شود.
او درسال ۲۰۰۹ در مسابقه کریکت استرالیا در مقابل اشزهالیوود انگلستان با هنرمندانی همچون جسی اسپنسر، کامرون دادو، کورتیز استون و گری بیرز بازی کرد.
او به دین اعتقادی ندارد ولی به خدا اعتقاد دارد.همچنین، او دربارهٔ روابط خصوصی‌اش تابه حال صحبت نکرده‌است.
در سال ۲۰۲۲، فیمل برند آبجو خود، تراولا، را با برنده سری چهارم مَسترشِفِ استرالیا، اندی آلن، و مدیر عامل سابق باشگاه فوتبال اسندون، خاویر کمپبل به عنوان یکی از سرمایه گذاران تأسیس کرد.

## فیلم‌شناسی

### فیلم‌ها

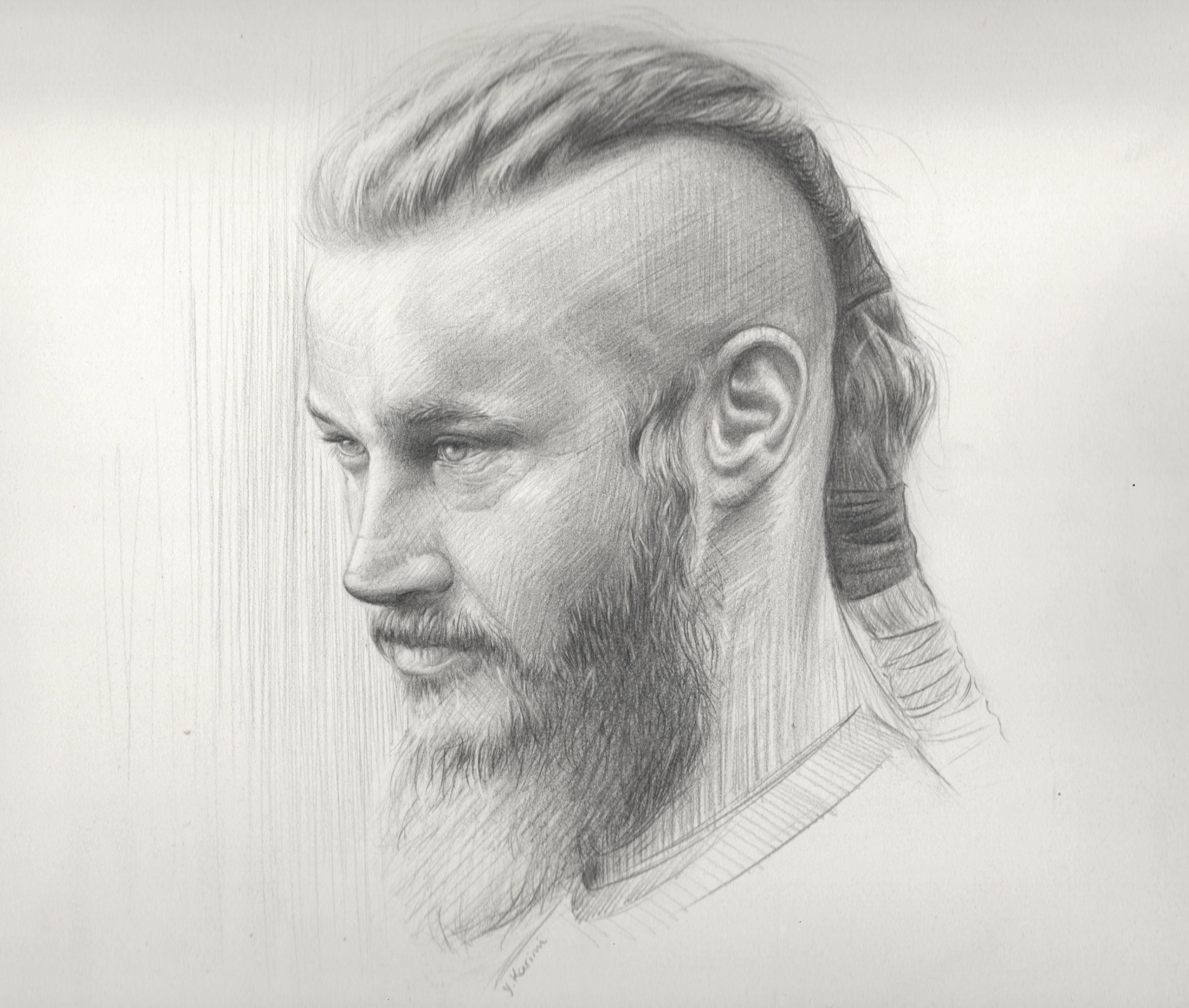
طرحی از تراویس فیمل در نقش رگنار لاثبروک

| سال            | عنوان                       | نقش             | توضیحات     |
| -------------- | --------------------------- | --------------- | ----------- |
| ۲۰۰۸           | پیمایشگر، شخص               | جانی دوران      |             |
| ۲۰۰۸           | خویشتن داری                 | ران             |             |
| ۲۰۱۰           | کشور پاک ۲: هدیه            | دیل جوردن       |             |
| ۲۰۱۰           | سوزن                        | مارکوس رادرفورد |             |
| ۲۰۱۰           | عاج                         | جیک             |             |
| ۲۰۱۰           | آزمایش                      | هلوِگ            |             |
| ۲۰۱۱           | برتری                       | گرت تالی        | (نقش کوتاه) |
| ۲۰۱۲           | قانون‌شکنان بیتاون           | مک‌کوئین اودی    |             |
| ۲۰۱۲           | Harodim                     | لازاروس فل      |             |
| ۲۰۱۵           | طرح مگی                     | گای             |             |
| ۲۰۱۶           | وارکرفت                     | آندوئین لوتار   |             |
| ۲۰۱۷           | به پیت تکیه کن              | ری              |             |
| ۲۰۱۹           | پیدا کردن استیو مک‌کوئین     | هری باربر       |             |
| ۲۰۱۹           | خطر نزدیک است: نبرد لانگ تن | سرگرد هری اسمیث |             |
| ۲۰۱۹           | سرزمین رؤیایی               | جرج ایوانز      |             |
| ۲۰۲۱           | منطقه ۴۱۴                   | مارلون فایت     |             |
| ۲۰۲۱           | مردن در تیراندازی           | وین مک‌کارتی     |             |
| ۲۰۲۲           | دیلیا رفته                  | استکر کول       |             |
| ۲۰۲۲           | یک‌طرفه                      | ویل             |             |
| ۲۰۲۳           | بهشت احمق‌ها                 |                 |             |
| ۲۰۲۳           | قندهار                      | رومن چالمرز     |             |
| اعلام خواهد شد | راست                        | فنتون پریچر لنگ |             |

### مجموعه‌های تلویزیونی
| سال       | عنوان                 | نقش                 | توضیحات             |
| --------- | --------------------- | ------------------- | ------------------- |
| ۲۰۰۳      | تارزان                | جان کلیتون / تارزان | ۹ قسمت              |
| ۲۰۰۵      | Rocky Point           | تاج والترز          | قسمت آزمایشی        |
| ۲۰۰۶      | آسایش جنوبی           | بابی                | فیلم تلویزیونی      |
| ۲۰۰۹      | هیولا                 | الیس داو / کارلسون  | ۱۳ قسمت             |
| ۲۰۱۰      | تعقیب                 | ماسون بویل          | ۲ قسمت              |
| ۲۰۱۲      | کشور یاغی             | فرون                | فیلم تلویزیونی      |
| ۲۰۱۲      | جعبه سیاه             | تد                  | قسمت: "بیداری مجدد" |
| ۲۰۱۳–۲۰۱۷ | وایکینگ‌ها             | راگنار لودبروک      | نقش اصلی؛ ۴۵ قسمت   |
| ۲۰۲۰–۲۰۲۲ | بزرگ‌شده توسط گرگ‌ها    | مارکوس / کلیب       | نقش اصلی            |
| ۲۰۲۲–حال  | آن کیسه سیاه کثیف     | اندرسون             | ۳ قسمت              |
| ۲۰۲۲–حال  | برف سیاه              | جیمز کورمک          |                     |
| ۲۰۲۳      | C*A*U*G*H*T           | دینگو               | حضور کوتاه          |
| ۲۰۲۴      | پسر کیهان را می‌بلعد   | لایل اورلیک         | ۶ قسمت              |
| ۲۰۲۴      | تلماسه: انجمن خواهران | دزموند هارت         | در حال فیلمبرداری   |